# 長洲運動場
長洲運動場（英語：Cheung Chau Sports Ground）是香港的一座田徑運動場，位於新界離島區長洲花屏路，為各香港離島中唯一一座運動場。長洲運動場於1948年12月24日已經建成，並於1982年6月11日擴建完成，斥資450萬港元興建，由市政總署副署長薛文主持開幕典禮。

## 設施
設有一座7人硬地足球場和一條5線長250米的跑道及田徑設施，設有500席位的看台、更衣室、籃球場及兒童遊樂場。

## 緩步跑時間
每天08:00-23:00

## 外部連結
- 康文署離島區運動場